# Frank Hahn

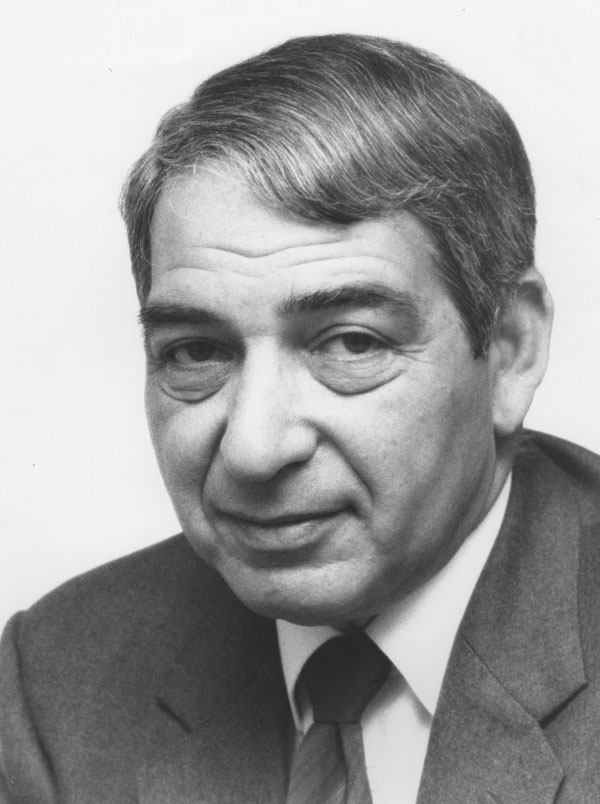
Frank Hahn

Frank Horace Hahn (Berlijn, 1925 – Cambridge, 29 januari 2013) was een Brits econoom wiens werk zich met name heeft gericht op de algemene evenwichtstheorie, de monetaire economie, de Keynesiaanse economie en het monetarisme. Een bekend probleem uit de economische theorie, de voorwaarden waaronder in een algemeen evenwicht geld (dat intrinsiek waardeloos is) toch een positieve waarde kan hebben, noemt men naar hem het "probleem van Hahn". 

## Biografie
Frank Hahn werd in 1925 geboren in een intellectuele familie. Zijn vader was scheikundige en schrijver. Het gezin verhuisde in 1931 naar Praag. In 1938 verhuisde het gezin naar Engeland.
Hij was 66 jaar getrouwd met Dorothy tot hij in 2013 stierf.
- Bibsys: 90068851
- Biblioteca Nacional de España: XX963388
- Bibliothèque nationale de France: cb12277852c (data)
- Catàleg d'autoritats de noms i títols de Catalunya: 981058594734306706
- CiNii: DA00213726
- Gemeinsame Normdatei: 124104231
- International Standard Name Identifier: 0000 0001 2143 3428
- Library of Congress Control Number: n50032764
- Nationale Bibliotheek van Letland: 000159735
- Mathematics Genealogy Project: 202477
- Bibliotheek van het Japanse parlement: 00442156
- Nationale Bibliotheek van Tsjechië: mub2014834307
- Nationale bibliotheek van Australië: 36523329
- Nationale Bibliotheek van Israël: 987007270703205171
- Nederlandse Thesaurus van Auteursnamen: 158986148
- Réseau des bibliothèques de Suisse occidentale: 02-A003340600
- Système universitaire de documentation: 031593860
- Trove: 1271412
- Virtual International Authority File: 90720045
- WorldCat: E39PBJfMkhC6rkpdxCQhtqr8YP